# Jiří Petráček (ilustrátor)
Jiří Petráček (13. ledna 1941 – 23. října 2024) byl český ilustrátor.

## Život
Jiří Petráček se narodil v Praze a celoživotně se věnoval výtvarnému umění. Byl aktivním přívržencem skautingu a skautská tematika se výrazně promítla i do jeho tvorby. Ve věku 39 let přišel o čtyři prsty na pravé ruce, tento handicap se ale do jeho práce nepromítl. Ve skautském prostředí před rokem 1989 používal přezdívky Oskar, po roce 1989 se vrátil k její původní formě Oscar.

## Dílo
Dílo Jiřího Petráčka je značně rozsáhlé a zahrnuje spektrum ilustrací od učebnic přes knižní ilustrace dětských, válečných či historických knih, atlasů, encyklopedií a učebnic po časopisecké ilustrace a komiksy . Jeho práce lze najít například v následujících časopisech:
- Pionýr (ročníky 19, 32, 33, 37)
- Junák (ročníky 42-45)
- Skaut-Junák (ročníky 46, 47)
- Sedmička (ročníky 11-21)
- VTM (ročníky 40, 42)
- ABC (ročníky 29-60)
- Stadión (ročník 19)
- Květy (ročník 39)